# Art commercial

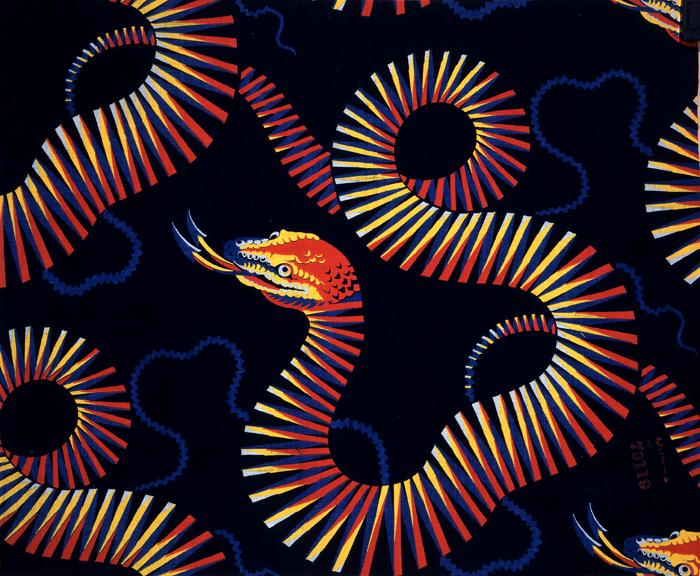
Motifs de Christopher Dresser, designers industriels de la Grande-Bretagne victorienne

L’art commercial est l’art des services créatifs, se référant à l’art créé à des fins commerciales, principalement la publicité. L’art commercial utilise une variété de supports (magazines, sites Web, applications, télévision, etc.) dans le but de promouvoir la vente de produits, de services et voire d'idées.  
Andy Warhol fut l'un des principaux représentants de cet art.